# Annihilator

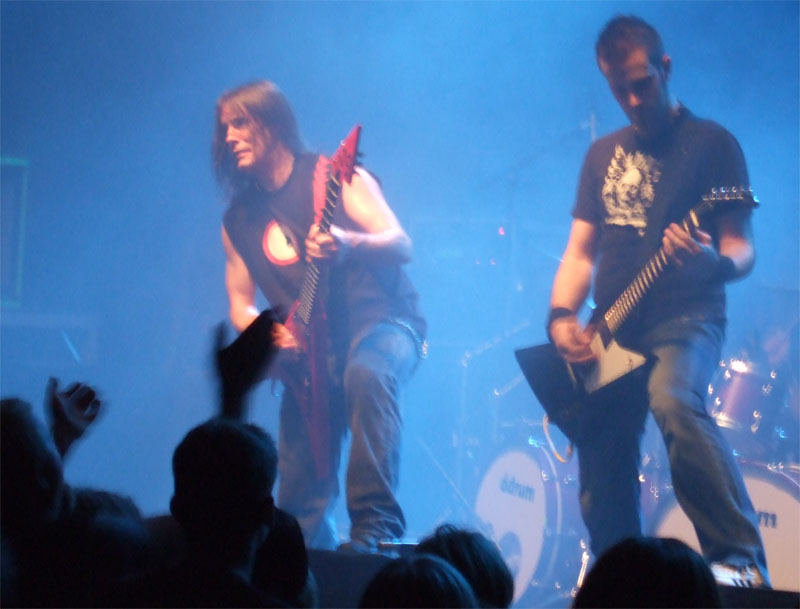
Jeff Waters och Dave Padden live på Sentrum Scene i Oslo 2007.

Annihilator är ett kanadensiskt thrash metal-band från Vancouver. Den mest kända medlemmen är Jeff Waters som bildade bandet 1984. 
Annihilator hade stora framgångar i slutet på 1980-talet och i början på 1990-talet. Albumen Alice in Hell och Never, Neverland sålde bra. 1993 års Set the World on Fire, där de hade lite lugnare och mer kommersiellt sound, och de sålde bra, mycket tack vare balladerna "Phoenix Rising" och "Sounds Good to Me". De är också kända för de ständiga medlemsbytena; över 30 medlemmar har spelat med bandet genom åren. Jeff Waters har dock varit med hela tiden.

## Medlemmar
Nuvarande medlemmar
- Jeff Waters – gitarr, bakgrundssång (1984– ), sång (1985–1986, 1994–1997, 2015– )
- Aaron Keay Homma – gitarr (2015– )
- Rich Hinks – basgitarr (2017– )
- Fabio Alessandrini – trummor (2017– )

Tidigare medlemmar
- Paul Malek – trummor (1984–1985)
- John Bates – sång (1984–1985)
- Dave Scott – basgitarr (1984–1985; avliden 2014)
- Richard Death – trummor (1985)
- Ray Hartmann – trummor (1987–1992, 1999–2001)
- Dennis Dubeau – sång (1987–1989)
- K.C. Toews – rytmgitarr (1988)
- Anthony Greenham – rytmgitarr (1988–1989)
- Randy Rampage – sång (1988–1989, 1998–2000; avliden 2018)
- Wayne Darley – basgitarr (1989–1993)
- Dave Scott Davis – rytmgitarr  (1989–1991, 1993–2001)
- Coburn Pharr – sång (1990–1992, 2014–2015)
- Aaron Randall – sång (1992–1994)
- Neil Goldberg – rytmgitarr (1992–1993)
- Randy Black – trummor (1993–1996, 2002–2003)
- Mike Mangini – trummor (1993, 2004–2005, 2007)
- Cam Dixon – basgitarr (1994–1995, 2015)
- Lou Bujdoso – basgitarr (1995–1997)
- Russell Bergquist – basgitarr (1999–2003, 2005–2007)
- Curran Murphy – rytmgitarr (2002–2005)
- Joe Comeau – sång (2000–2003)
- Dave Padden – sång, rytmgitarr (2003–2014)
- Sandor de Bretan – basgitarr (2004)
- Rob Falzano – trummor (2004–2005, 2005–2007)
- Tony Chappelle – trummor (2005)
- Brian Daemon – basgitarr (2007)
- Alex Landenburg – trummor (2007)
- Dave Sheldon – basgitarr (2008–2010)
- Ryan Ahoff – trummor (2008–2010)
- Carlos Cantatore – trummor (2010)
- Mike Harshaw – trummor (2013–2016)

Turnerande medlemmar
- Dave Machander – trummor (1996; död 2010)
- Brian Daemon (Brian Stephenson) – basgitarr (2007–2008)
- Carlos Cantatore – trummor (2010–2011)
- Alberto "Al" Campuzano – basgitarr (2010–2014)
- Flo Mournier – trummor (2011)
- Mike Harshaw – trummor (2012–2013)
- Oscar Rangel – basgitarr (2014–2015, 2015–2016)
- Coburn Pharr – sång (2015)
- Rich Hinks – basgitarr (2015– )
- Fabio Alessandrini – trummor (2016– )

## Diskografi
Studioalbum
- 1989 – Alice in Hell
- 1990 – Never, Neverland
- 1993 – Set the World on Fire
- 1995 – King of the Kill
- 1996 – Refresh the Demon
- 1997 – Remains
- 2000 – Criteria for a Black Widow
- 2001 – Carnival Diablos
- 2003 – Waking the Fury
- 2004 – All for You
- 2005 – Schizo Deluxe
- 2007 – Metal
- 2010 – Annihilator
- 2013 – Feast
- 2015 – Suicide Society
- 2017 – For the Demented
- 2020 – Ballistic, Sadistic

Livealbum
- 2002 – In Command
- 2003 – Double Live Annihilator
- 2009 – Live at Masters of Rock
- 2017 – Triple Threat

EP
- 2004 – The One

Singlar
- 1989 – "Word Salad"
- 1990 – "The Fun Palace"
- 1991 – "Never, Neverland"
- 1991 – "Stonewall"
- 1993 – "Phoenix Rising"
- 1993 – "Set the World on Fire"
- 1994 – "King of the Kill"
- 2015 – "Suicide Society"
- 2017 – "Twisted Lobotomy"

Samlingsalbum
- 1994 – Bag of Tricks
- 2003 – Alice in Hell / Never, Neverland
- 2004 – The Best of Annihilator
- 2010 – Total Annihilation
- 2011 – Total Annihilation (6CD box)
- 2014 – Welcome to Your Death

Video
- 2006 – Ten Years in Hell (2DVD)
- 2009 – Live at Masters of Rock (DVD + CD)